# Volčje Njive
Volčje Njive so naselje v občini Mirna.
Volčje Njive so gručasta vasica jugovzhodno od Mirne, do njih pa skozi gozd Tavoje vodi cesta z Mirne, ki se nadaljuje proti Mokronogu. Na vzhodu se nahaja dolina Doli, po kateri teče Glinški potok, na severu pa zamočvirjeno Poludje, kjer izvira več voda, med njimi tudi Perilo in Podjež. Na zahodni strani je kompleks njiv Lanišče, za njimi gozdnati Kozlevec, ob cesti proti Glinku pa se nahajajo njive Vrtci in Podbukovje. V naselju je gasilski dom, tik nad naseljem peskokop, v bližini pa je bila leta 1953 izkopana halštatska gomila.